# Закай, Давид
Закай Давид (16 сентября 1886, Острошицкий Городок Минского уезда — 15 января 1978, Тель-Авив) — израильский педагог, журналист, публицист и деятель рабочего движения.

## Биография
Родился в семье раввина Ицхака Жуховицкого и Ходы Гитлин — дочери раввина Моше Гитлина из Кривич. Получил традиционное еврейское религиозное образование, сперва в хедере, затем в иешиве Минска. Учился вместе Барухом Владеком (брат Ш.Нигера. В молодости увлёкся идеями сионизма и гебраизма. После окончания учёбы преподавал иврит в реформированном хедере-метукан в местечке Круча Могилёвской губернии.
С 1909 года жил в Эрец-Исраэль. Продолжал преподавательскую деятельность в Гедере и Беэр-Товия. Активно участвовал в рабочем движении, писал статьи в издании «Ха-шомер ха-цаир». Был директором Комитета по культуре партии Ахдут ха-Авода. В 1920 году, с момента основания Хистадрута, некоторое время занимал пост генерального секретаря этой организации, до избрания Д. Бен-Гуриона. С момента основания газеты «Давар» в 1925 году был неизменным сотрудником этого издания, некоторое время занимал пост редактора.
В 1956 был удостоен премии Соколова.